# Challenger de Numea 2011
El torneo Internationaux de Nouvelle-Calédonie 2011 fue un torneo profesional de tenis. Perteneció al ATP Challenger Series 2011. Se disputó su 8.ª edición sobre superficie dura, en Numea, Nueva Caledonia, Francia entre el 3 y el 9 de enero de 2011.

## Campeones

### Individual Masculino
- Vincent Millot derrotó en la final a  Gilles Müller, 7–6(6), 2–6, 6–4

### Dobles Masculino
- Dominik Meffert /  Frederik Nielsen derrotaron en la final a  Flavio Cipolla /  Simone Vagnozzi, 7–6(4), 5–7, [10–5]